# Tatort: Borowski und die Kinder von Gaarden
Borowski und die Kinder von Gaarden ist ein Fernsehfilm aus der Krimireihe Tatort, der erstmals am 29. März 2015 auf Das Erste, ORF 2 und SRF 1 ausgestrahlt wurde. In seinem 25. Fall ermittelt der Kieler Hauptkommissar Klaus Borowski (Axel Milberg) gemeinsam mit Kommissarsanwärterin Sarah Brandt (Sibel Kekilli) im Kieler Stadtteil Gaarden.

## Handlung
In dem Kieler Brennpunktbezirk Gaarden wird der 60-jährige Onno Steinhaus erschlagen aufgefunden. Außer einer Gruppe Kinder scheint niemand Kontakt zu dem verwahrlosten Mann gehabt zu haben.
Klaus Borowski und Sarah Brandt finden schnell heraus, dass Steinhaus wegen sexuellen Missbrauchs vorbestraft ist und sich wenige Tage zuvor an dem Jugendlichen Timo Scholz vergangen haben soll. Timo bestreitet dieses und verteidigt Steinhaus, weil er der einzige war, der für die Kinder immer Zeit und auch Partys mit ihnen gefeiert hatte. Bei der Befragung der Nachbarn schauen die Ermittler allerdings in einen Abgrund aus Armut und Gleichgültigkeit. Alle wussten, weshalb Steinhaus vorbestraft war, aber trotzdem ließen sie die Kinder mit ihm allein. Selbst Thorsten Rausch, der für den Bezirk zuständige Polizeibeamte, den Sarah Brandt von früher kennt, hat schon lange angesichts der sozialen Verwahrlosung des Viertels kapituliert. Er hat sich mit der Situation abgefunden und pflegt ein vertrauliches Verhältnis zu den Bewohnern. Dies wiederum verleitet Borowski zu der These, dass Rausch möglicherweise Selbstjustiz geübt haben könnte.
Sarah Brandt findet auf einer Online-Plattform ein Video, das zeigt, wie Onno Steinhaus von Kindern und Jugendlichen getreten und verhöhnt wird. Die Ermittler vermuten den Mörder unter ihnen, insbesondere Timo wirkt bedrückt und reagiert gereizt auf Borowskis Fragen. Er leugnet, dass Steinhaus ihn angefasst hätte, allerdings behauptet Timos Freundin Sheryl das Gegenteil. Borowski sieht in ihm daraufhin den Hauptverdächtigen an und vernimmt ihn.
Timos kleiner Bruder Leon behauptet plötzlich, dass er am Tattag jemanden aus dem Haus des Opfers hätte kommen sehen. So versucht Borowski mit seiner Hilfe ein Phantombild zu erstellen. Sarah Brandt hat allerdings den Eindruck, dass Leons Schilderungen nicht glaubwürdig seien, und Borowski muss erkennen, dass der Junge ihn belügt. So provoziert er ihn, bis er ihm verrät, dass er Thorsten Rausch gesehen habe, dieser ihm aber verboten hätte, es zu erzählen.
Auch Sarah Brandt kommt dem Polizisten auf die Spur und findet heraus, dass Steinhaus einige Jahre mit Rauschs Mutter zusammengelebt hatte und Thorsten als Kind von ihm missbraucht wurde. Kurzerhand wird Rausch festgenommen. Er leugnet, Steinhaus erschlagen zu haben, da er das nie fertigbringen würde.
Borowski vermutet nunmehr, dass Leon auf den alten Mann eingeschlagen haben könnte, da der Junge den Hund von Steinhaus sehr mochte und nicht mehr ertragen konnte, wie dieser seinen Frust an dem Tier ausgelassen hatte. Dies bestätigt sich, als Leon Hassan, einem Jungen aus dem Viertel, mit einem Schraubenzieher attackiert und ihn verletzt. Borowski, der kurze Zeit später erscheint, beruhigt den noch nicht strafmündigen Jungen.

## Hintergrund
Der Film wurde vom 24. Juni 2014 bis 24. Juli 2014 in Gaarden und Hamburg gedreht.

## Rezeption

### Einschaltquoten
Die Erstausstrahlung von Borowski und die Kinder von Gaarden am 29. März 2015 wurde in Deutschland von 9,43 Millionen Zuschauern gesehen und erreichte einen Marktanteil von 25,4 % für Das Erste.

### Kritiken
Die Frankfurter Allgemeine Zeitung urteilte, der Film sei ein klassischer „Whodunit-Krimi, der nicht allzu viel will oder von seinen Zuschauern verlangt, aber dafür solide bis ins Mark inszeniert ist. Und der einem wieder einmal klarmacht, dass der Kieler Tatort einfach zu den besten gehört.“
Die Frankfurter Rundschau schrieb: „Der Kieler Stadtteil Gaarden, ein ehemaliges Werftarbeiter-Viertel, wird heute in den Medien auch mal mit dem Begriff ‚Ghetto‘ oder gar ‚No-go-Area‘ beschrieben. (...) ‚Borowski und die Kinder von Gaarden‘ vermeidet jede Sozialromantik, zeigt aber, wie die Dinge sind.“
Spiegel Online kritisierte, die Drehbuchautoren Eva Zahn und Volker A. Zahn hätten einige außergewöhnliche Gesellschaftsdramen geschrieben; hier seien sie leider gescheitert, „das Thema Missbrauch und Verwahrlosung auf eine neue Ebene zu heben“.
Das Medien-Magazin DWDL.de schrieb: „Eva und Volker A. Zahn haben das Buch geschrieben und ihre Mördersuche eingebettet in einen dauerhaften Clash der Kulturen. Sie haben sich Axel Milbergs Kommissar Borowski ausgesucht. An ihm demonstrieren sie die Distanz, die zwischen den Welten liegt. Borowski, der feine, immer ein bisschen blasierte und distinguierte Charakter steht plötzlich vor Kids, die nichts mehr zu verlieren haben, die seine qua Amt gegebene Autorität in Sekunden dekonstruieren, die für seinen Dienstausweis nur ein müdes Lächeln überhaben.“
„Ein sehenswerter Tatort“, urteilte Stern.de und schrieb: „So trist ist die Welt, in die ‚Borowski und die Kinder von Gaarden‘ die Zuschauer einführt. Der Film geht dabei sehr behutsam vor. Er beschönigt nichts. Verrät seine Charaktere aber auch zu keiner Zeit, selbst wenn es sich dabei um miese, sadistische Jungs handelt. Gleichzeitig schafft es die Folge, die Düsternis immer wieder mit kontrastierendem Humor ein wenig aufzulockern.“
Für Focus Online handelt es sich bei dem Krimi um ein „kritisches Sozialdrama“. Schauspieler, Drehbuch und Regisseur seien „durchweg exzellent und sorgen dafür, dass sich das Einschalten lohnt“.